# Pożegnania (film 1958)
Pożegnania – polski film psychologiczny w reżyserii Wojciecha Jerzego Hasa, zrealizowany w 1958 roku na podstawie powieści Stanisława Dygata pod tym samym tytułem. Bohaterem Pożegnań jest wywodzący się z arystokratycznej rodziny Paweł (Tadeusz Janczar), który w 1939 roku poznaje rozgoryczoną życiem fordanserkę Lidkę (Maria Wachowiak). Oboje spotykają się po latach w 1945 roku, kiedy każde z nich ma już za sobą bagaż doświadczeń życiowych.
Adaptacja Pożegnań Dygata, pozbawiona lekkości pierwowzoru, skłaniała się ku melodramatowi. Dlatego też recenzje filmu początkowo nie były przychylne, Hasowi wytykano zbyt dosłowne przeszczepienie powieści Dygata na ekran oraz sentymentalizm. Z upływem czasu jednak oceny filmu ulegały weryfikacji. W 1959 roku Pożegnania Hasa otrzymały nagrodę FIPRESCI na Międzynarodowym Festiwalu Filmowym w Locarno.

## Opis fabuły
Warszawa, lato 1939. Paweł, chłopak z arystokratycznej rodziny, odwiedza nocny klub o podejrzanej proweniencji. Poznaje tam Lidkę, fordanserkę – płatną partnerkę do tańca. Dziewczyna jest rozgoryczona życiem. Młodzi przypadają sobie do gustu i razem wyjeżdżają do Podkowy Leśnej pod Warszawą, gdzie wynajmują pokój w pensjonacie „Quo Vadis”. Idylla trwa krótko; już następnego dnia odnajduje ich tam ojciec Pawła i doprowadza do przerwania romansu.
Akcja przeskakuje o kilka lat. Jest styczeń 1945, a Lidka i Paweł spotykają się ponownie w podwarszawskim domu, gdzie mimo biedy nadal celebruje się przedwojenne arystokratyczne rytuały. Paweł ma za sobą walkę na froncie w 1939 i dwa lata pobytu w obozie koncentracyjnym w Auschwitz, a teraz nie chce korzystać z dobrego pochodzenia. Znów zamieszkuje w pensjonacie „Quo Vadis” i chwyta się różnych zajęć, by przeżyć. W końcu zatrudnia się jako kelner w restauracji u Feliksa, byłego lokaja ciotki. Lidka jest mężatką; wyszła za Mirka, kuzyna Pawła. Pojawienie się Pawła burzy jej poukładane życie. Skrywane uczucia wybuchają w niej ze zwielokrotnioną mocą.
Kończy się niemiecka okupacja, nadciąga ofensywa Armii Czerwonej. Mirek wraz z hrabią Tolem boją się o swoją przyszłość po wkroczeniu komunistów. Negocjują z niemieckimi oficerami i płacą za umożliwienie ucieczki do Wiednia. Wyjeżdżają niemal w ostatniej chwili. Lidka zostaje, decyduje, że chce być z Pawłem. W ostatniej scenie na zaśnieżonych ulicach pojawiają się czołgi i żołnierze Wojska Polskiego.

## Obsada
- Maria Wachowiak – Lidka
- Tadeusz Janczar – Paweł
- Gustaw Holoubek – Mirek
- Hanna Skarżanka – Maryna
- Saturnin Żórawski – Feliks
- Zdzisław Mrożewski – ojciec Pawła
- Bogumił Kobiela – hrabia Tolo
- Irena Starkówna – hrabina Róża
- Helena Sokołowska – Waleria, ciotka Pawła
- Józef Pieracki – profesor Michniewicz
- Stanisław Jaworski – doktor Janowski
- Jarema Stępowski – kelner w Podkowie Leśnej
- Irena Netto – właścicielka pensjonatu „Quo Vadis”
- Adam Pawlikowski – oficer niemiecki
- Stanisław Milski – profesor, sprzedawca na stacji
- Jadwiga Kuryluk – gość hrabiny Róży
- Krystyna Sienkiewicz – prostytutka z papierosem
- Józef Kondrat – „Mistrz” w nocnym lokalu
- Bronisław Pawlik – polski żołnierz
- Bolesław Płotnicki – kolejarz

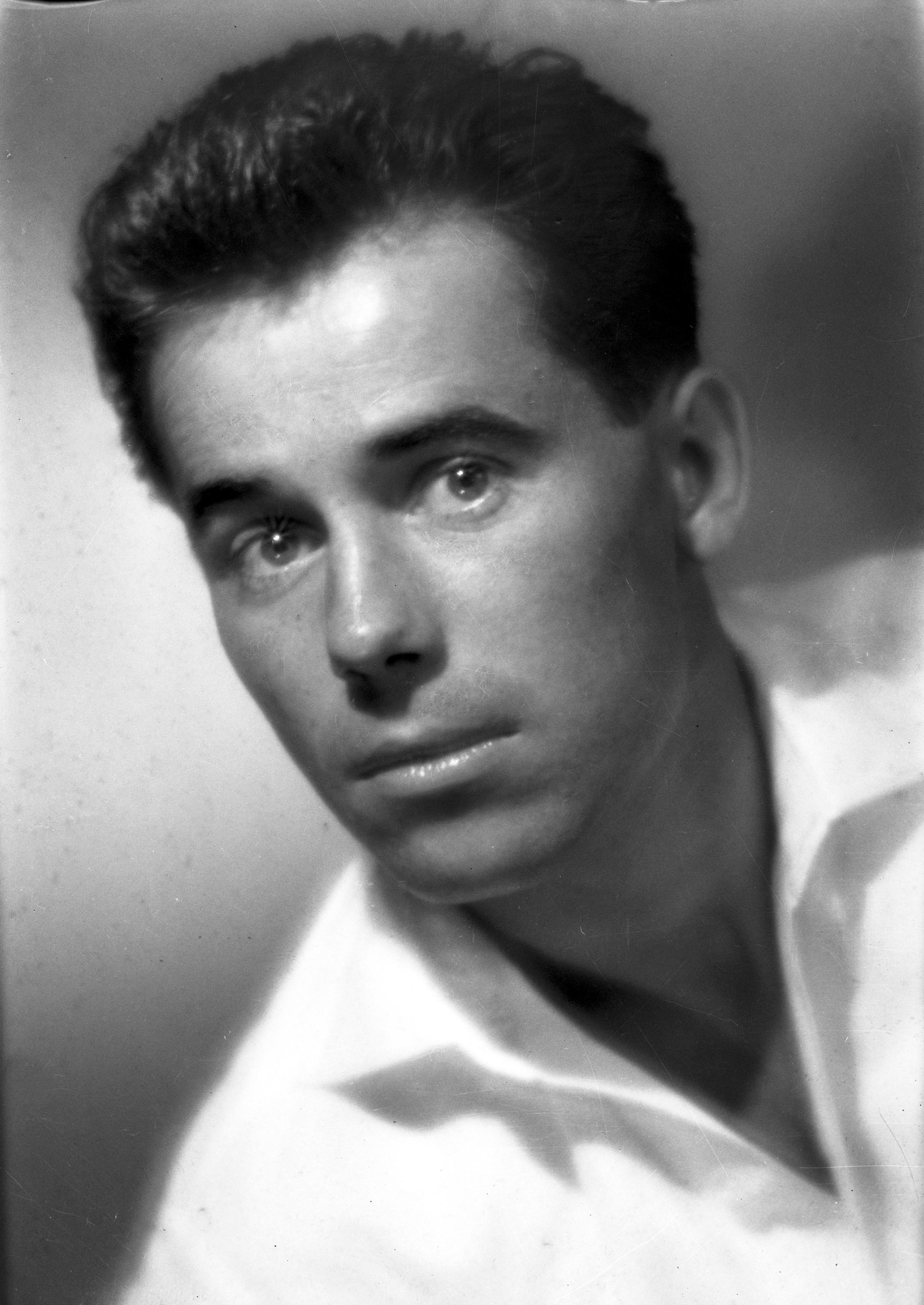
Tadeusz Janczar
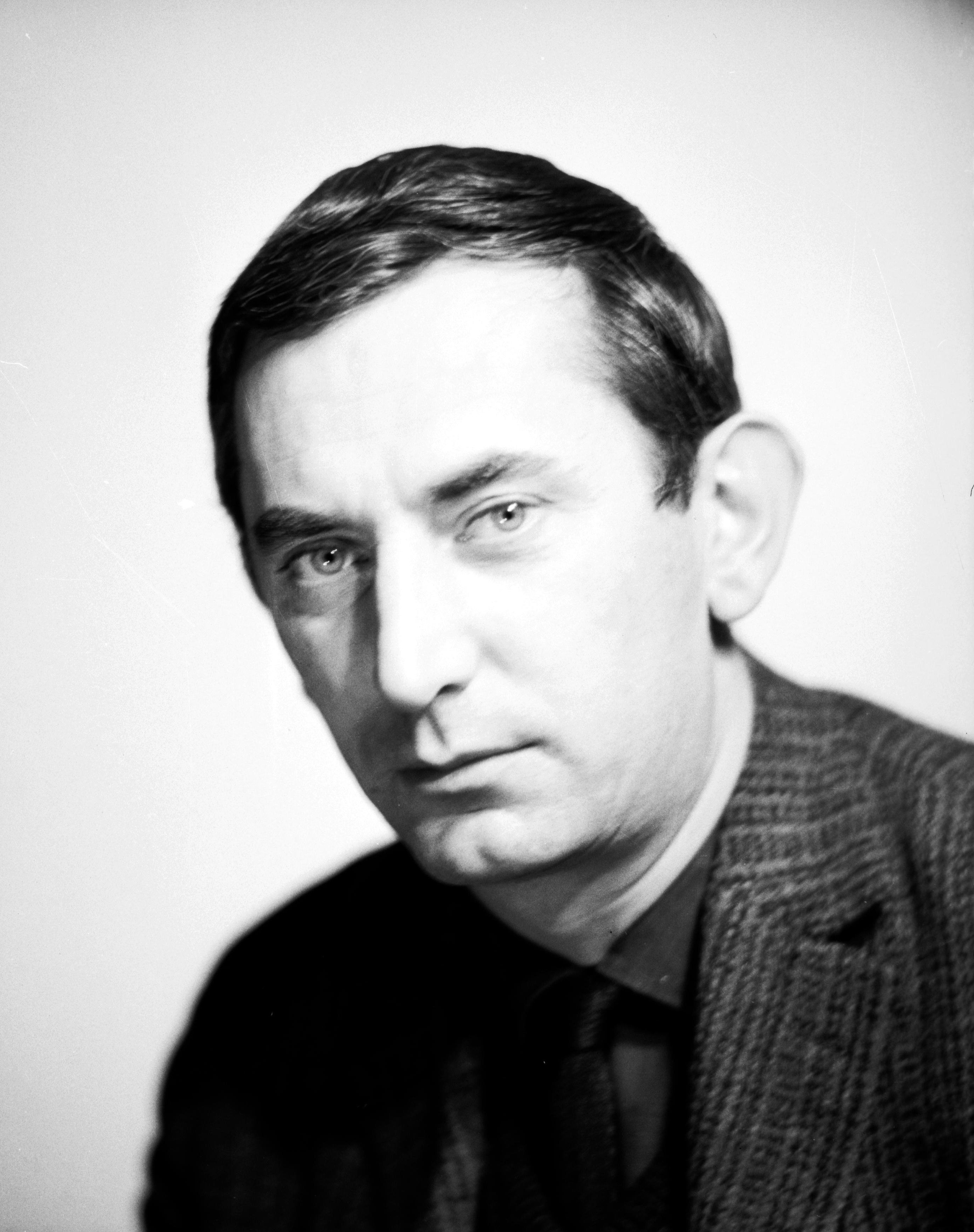
Gustaw Holoubek
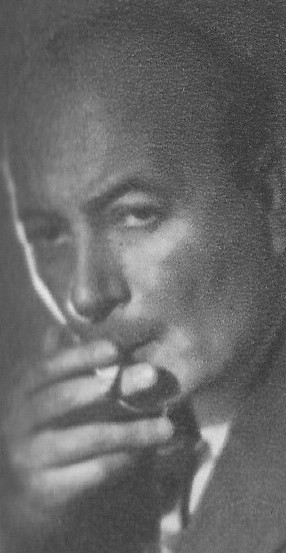
Zdzisław Mrożewski

## Produkcja

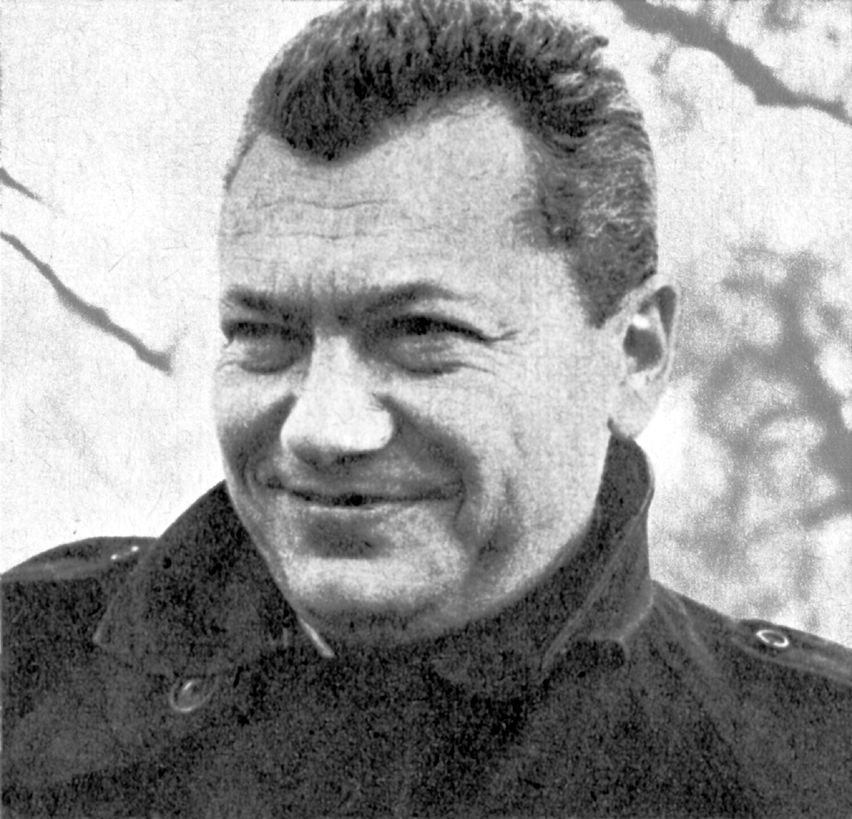
Wojciech Jerzy Has, reżyser filmu

Pożegnania są drugim filmem pełnometrażowym wyreżyserowanym przez Wojciecha Jerzego Hasa i jego drugą adaptacją literacką. Podobnie jak w przypadku debiutanckiej Pętli, na podstawie opowiadania Marka Hłaski oraz późniejszych adaptacji, Has traktował literacki pierwowzór jako punkt wyjścia dla własnej wypowiedzi. Starając się zachować wierność wobec prozy Stanisława Dygata, usunął jednak podczas adaptacji część wątków (między innymi francuskie epizody), pozbawił film monologu wewnętrznego i narracji pierwszoosobowej oraz ukierunkował całość w formie melodramatu. O ile powieść Dygata słynęła z ironicznego dystansu i lekkości prowadzenia wątków, Has wydobył podczas adaptacji cechy sentymentalne pierwotnego utworu. Dygat nie ingerował we wspomniane zmiany. Sentymentalizm filmowych Pożegnań podkreślają między innymi lejtmotywy wizualne oraz muzyczne, przede wszystkim w postaci melodii piosenki „Pamiętasz, była jesień”. Idylliczny nastrój tej opowieści uwypukla między innymi poemat Juliusza Słowackiego W Szwajcarii, cytowany przy barze w Café Clubie przez miejscowego poetę.
Na zebraniu Komisji Ocen Scenariuszy z 27 grudnia 1957 roku odbyła się dyskusja nad scenariuszem filmu napisanym przez Dygata wraz z Hasem. Ceniąc powieść Dygata, Krzysztof Teodor Toeplitz, uczulał obu autorów, aby nie powstał nazbyt dosłowny film „o facecie z dobrej rodziny i fordanserce, historia za bardzo dialogowa, za bardzo literacka”. Aleksander Ścibor-Rylski uznał część sekwencji za „przerażająco długie”, gromiąc twórców za nadmiar monologów i dialogów. Jerzy Kawalerowicz wprost stwierdził, że „to nie jest scenariusz”, a w obronie Hasa i Dygata stanął jedynie Jerzy Zarzycki, twierdząc, że „mnie się to wydaje bardzo filmowe”. Nieoczekiwanie Zarzyckiego poparł Toeplitz, a Komisja po naradzie ostatecznie zgodziła się dopuścić film do produkcji.
Główną rolę męską w filmie zagrał Tadeusz Janczar, a główną rolę żeńską – Maria Wachowiak, studentka PWST w Warszawie. Zdjęcia do filmu zrealizował Mieczysław Jahoda, który starał się upodobnić kręcony materiał filmowy do malarstwa. Muzykę skomponował Lucjan Kaszycki. Słowa do piosenki „Pamiętasz, była jesień” napisali Andrzej Czekalski i Ryszard Pluciński, a utwór wykonała Sława Przybylska, choć na ekranie wystąpiła aktorka Anna Łubieńska. Zdjęcia do filmu zrealizowano w Podkowie Leśnej oraz w Warszawie. W scenografii do filmu użyto reprodukcji obrazów Gastona de La Touche’a (Podróż poślubna) i Wojciecha Kossaka (Olszynka Grochowska), przy czym ten ostatni obraz zdaniem Iwony Grodź został użyty w kontekście ironicznym, jako dyskredytacja „bohaterskiej walki o wolność”; Olszynka Grochowska znajduje się w mieszkaniu Mirka, który kolaboruje z Niemcami.

## Odbiór
Premiera Pożegnań odbyła się 13 października 1958 roku, a film stał się przedmiotem zażartej dyskusji. Bohdan Czeszko z aprobatą stwierdzał, że w dziele Hasa i Dygata „nikt nie strzela, Polacy nie giną bohatersko”, a Aleksander Jackiewicz pisał, iż powstał „film nareszcie przekornie niebohaterski, słowiańsko rozlewny oraz sceptyczny”. Jednakże pomimo tych spostrzeżeń odbiór Pożegnań był zdecydowanie negatywny. Jan Józef Szczepański z „Tygodnika Powszechnego” pisał, iż „Has podkreślił to, co irytuje u Dygata: neurastenię i pretensjonalność”. Konrad Eberhardt krytykował Hasa za „zasadnicze nieporozumienie, jakim była wierność wobec powieści”. Niechęć krytyków do filmu potęgowała melodramatyczna konwencja, toteż Pożegnania były odbierane jako „ckliwa, sentymentalna powiastka” (Ewa Brzozowska) tudzież „film prościutki, o nic w nim nie chodzi, żadnej myśli i filozofii” (Edward Etler). Nie brakowało również drwin z filmu natury ideologicznej, na przykład Jerzy Falkowski oskarżał dzieło Hasa o „hollywoodzkie gierki”.
Dopiero po latach film Hasa doczekał się rehabilitacji. Stanisław Ozimek ocenił dzieło Hasa i Dygata jako „film utkany z delikatnej materii nastrojów, niedorysowanych uczuć i gestów wspartych subtelną analizą psychologiczną”. Grażyna Stachówna stwierdziła, że Pożegnania Hasa „wyjątkowo dobrze zniosły próbę czasu”, co więcej – „stają się coraz lepszym filmem, mądrzejszym i bardziej czarującym, a przy tym jakby bardziej «Hasowskim»: stylowym, wzruszającym, ironicznym, rozpoznawalnym, autorskim”. Tadeusz Lubelski uznał Pożegnania – obok Jak być kochaną (1962) – za „prawdziwe spełnienie, twórczo rozwijające osobność poetyki reżysera”.
Stachówna w dogłębnej analizie Pożegnań zauważyła, że film jest podzielony na trzy główne sekwencje, a każdą z nich rozpoczyna ujęcie Pawła wpatrującego się w okno. Jak pisała Stachówna, „kierując wzrok ku oknu Paweł tak naprawdę przygląda się tylko sobie”, a przez swoje wewnętrzne odbicie dostrzega „nieprzystosowanie, lęk, marzycielstwo, niepewność, wahanie i rezygnację”. Małgorzata Jakubowska analizowała film Hasa i Dygata pod kątem teorii psychoanalitycznej, interpretując Pawła jako „człowieka wyłączonego z wymiaru zwyczajnej, codziennej egzystencji”. Marcin Maron, analizując po latach film Hasa, zwrócił uwagę, iż Pożegnania są „opowieścią o próbie zachowania wdzięku i godności w dramatycznie zmieniających się czasach”. Iwona Grodź zaliczała Pożegnania do tryptyku liryczno-ironicznego, który miałyby reprezentować również Rozstanie (1960) i Złoto (1961) tego samego reżysera.

## Nagroda
- 1959 – nagroda FIPRESCI Międzynarodowego Festiwalu Filmowego w Locarno dla reżysera Wojciecha Jerzego Hasa[24]